# Antalya Büyükşehir Belediyesi
O Antalya Büyükşehir Belediyesi Spor Kulübü, conhecido também apenas como Antalya BŞB, é um clube de basquetebol baseado em Antália, Turquia que atualmente disputa a TBL. Manda seus jogos no Ginásio Esportivo Mamak Belediyesi com capacidade para 2.500 espectadores. A partir da temporada 2017-18 o clube assumiu a identidade, cores e a administração central do Antalyaspor que estava com o departamento de basquetebol desativado.

## Histórico de Temporadas
| Temporada  | Nível | Liga | Pos. | J     | PL  | Resultado         | Competições europeias   |
| ---------- | ----- | ---- | ---- | ----- | --- | ----------------- | ----------------------- |
| 1999-00(1) | 2     | D2   | 4    |       |     |                   |                         |
| 2000-01    | 2     | D2   | 9    | 6-16  |     | Rebaixado         |                         |
| 2001-02    | 3     | D3   |      |       |     |                   |                         |
| 2004-05    | 4     | 2C   | 8    | 6-16  |     |                   |                         |
| 2005-06    | 4     | 2C   | 1    |       |     | Promovido         |                         |
| 2006-07    | 2     | TB2L | 2    |       |     | Promovido         |                         |
| 2007-08    | 1     | TBL  | 6    | 18-12 | 1-3 | Quartas de finais |                         |
| 2008-09    | 1     | TBL  | 6    | 17-13 | 0-2 | Quartas de finais | 3FIBA EuroChallenge 2ªQ |
| 2009-10    | 1     | TBL  | 11   | 12-18 |     |                   |                         |
| 2010-11    | 1     | TBL  | 8    | 14-16 | 0-2 | Quartas de finais |                         |
| 2011-12    | 1     | TBL  | 13   | 10-20 |     |                   |                         |
| 2012-13    | 1     | TBL  | 16   | 6-25  |     | Rebaixado         |                         |
| 2013-14    | 2     | TB2L | 15   | 13-21 |     | Rebaixado         |                         |
| 2016-17    | 3     | TB2L | 1    | 16-2  | 6-4 | Promovido         |                         |
| 2017-18    | 2     | TBL  |      |       |     |                   |                         |

- fonte:eurobasket.com
- (1):Nesta temporada foi firmado convênio de clube reserva entre o Antalya BSB e o Efes Pilsen para uso de jovens jogadores da equipe de Istambul.[3]